# Céadas
Le Céadas (en grec ancien : Καιάδας / Keádas) est une fosse, un ravin ou un précipice à Sparte, où étaient précipités les condamnés à mort à l'époque de la Grèce antique. Cette fosse se trouve près du Taygète, non loin de l'actuelle route reliant Sparte à Kalamata.
Le Céadas est assimilé au Barathre d'Athènes, et parfois même confondu avec celui-ci. Il est également fréquemment confondu avec le gouffre des Apothètes (grec ancien : ἀποθέται), réputé comme étant le lieu où étaient abandonnés les nourrissons faibles ou en mauvaise santé dans le cadre de la pratique « eugéniste » spartiate.

## Mentions du Céadas dans l'Histoire
Strabon mentionne le fait que les Spartiates retenaient leurs prisonniers de guerre « dans des grottes » ; il y a en effet près du village de Paróri (Παρόρι Λακωνίας) une grotte sombre. Mais Pausanias, dans sa Description de la Grèce, évoque  l'évasion d'Aristomène depuis une gorge escarpée et profonde ; on trouve ici une similitude avec le Barathre des Athéniens, dont il est dit que l'ouverture ne peut laisser passer qu'un renard.

## Description
Le site se trouve aujourd'hui à environ 10 km de Sparte, dans une gorge près du village de Trýpi (Τρύπη). L'entrée de la fosse a été partiellement bouchée, ne faisant plus que 50 cm de diamètre. La partie explorée, n'excédant pas 50 m, présente une pente entre 35 et 50°. Quoique la présence d'ossements dans ce site soit connue depuis de longues années, la première fouille systématique n'a été entamée qu'en 1983. Les ossements tapissent le fond de la grotte, sur une couche épaisse. Ce sont majoritairement des os d'hommes adultes, avec quelques femmes ; généralement, les os d'un même squelette semblent être rassemblés et non dispersés.

## Suppliciés au Céadas
- Aristomène, héros de la deuxième guerre messénienne, ainsi que cinquante de ses compagnons[2].
- Pausanias, général spartiate[2] ; d'autres sources le donnent emmuré vivant.